# Test Z

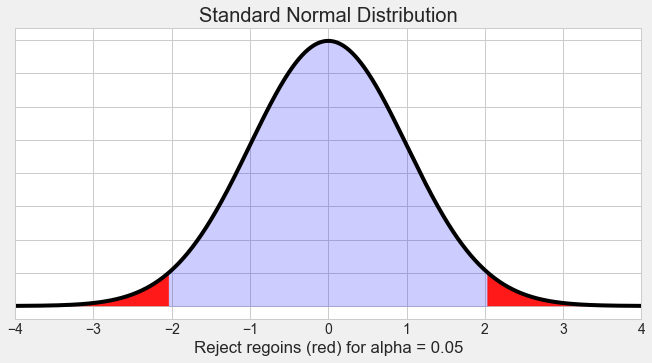
Când valoarea semnificației (alfa) este de 0,05, se poate respinge ipoteza nulă (când valoarea Z se află în zona roșie).

Testul Z (în engleză Z-test) este un test statistic parametric cu scopul de a verifica dacă valoarea medie a unei distribuții diferă semnificativ de o anumită valoare de referință. Cu alte cuvinte, conceptul de test Z descrie orice test statistic pentru care distribuția probabilității statisticii a testului sub ipoteza nulă poate fi aproximată de o distribuție normală.